# Hermann Jadlowker

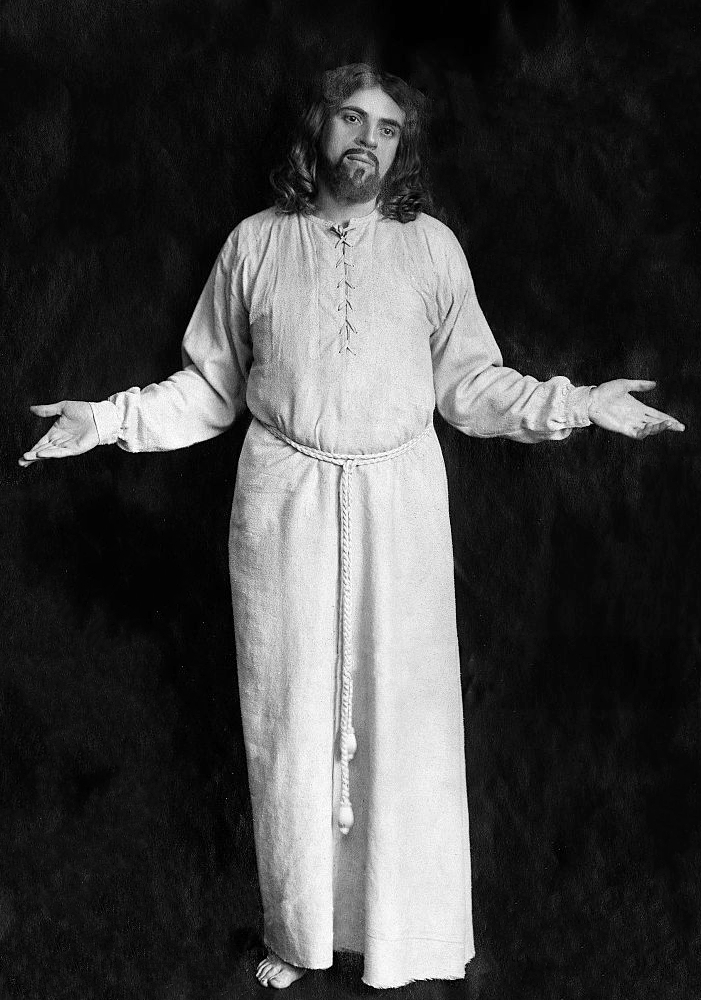
Hermann Jadlowker, Berlin, 1914

Hermann Jadlowker (* 5.jul. / 17. Juli 1877greg. in Riga; † 13. Mai 1953 in Tel-Aviv) war ein lettischer Opernsänger (Tenor).

## Leben
Jadlowker wurde 1877 als Sohn einer zur Mittelschicht gehörenden Familie geboren und wuchs in einem strenggläubigen jüdischen Elternhaus auf. Er absolvierte in Riga eine Gesangsausbildung als Kantor, bevor er später eine Ausbildung am Konservatorium der Gesellschaft der Musikfreunde in Wien aufnehmen konnte. Sein Vater war zuerst gegen eine Karriere seines Sohnes als Opernsänger gewesen.
1899 debütierte Jadlowker am Opernhaus in Köln in Conradin Kreutzers Oper Das Nachtlager in Granada. Es folgten Auftritte in Stettin, Karlsruhe und Riga. 1903 heiratete er Anna Hotz, mit der er bis zu ihrem Tod 1940 verheiratet war. 1907 wurde er an der Krolloper in Berlin tätig und sang ab 1911 an der Berliner Hofoper. Während seiner Opernkarriere gastierte Jadlowker an der Metropolitan Opera in New York City, dem Royal Opera House in London sowie an den Opernhäusern in Paris, Wien und Berlin.
Neben seiner Tätigkeit an der Oper war Jadlowker auch als Kantor tätig. So hatte er 1929 das Amt des Oberkantors der Rigenser Synagoge inne. Mitte der 30er Jahre wohnhaft in Wien, emigrierte Jadlowker aufgrund der politischen Lage 1938 nach Palästina, wo er bis zum Tod seiner Frau in Jerusalem und anschließend in Tel Aviv lebte.

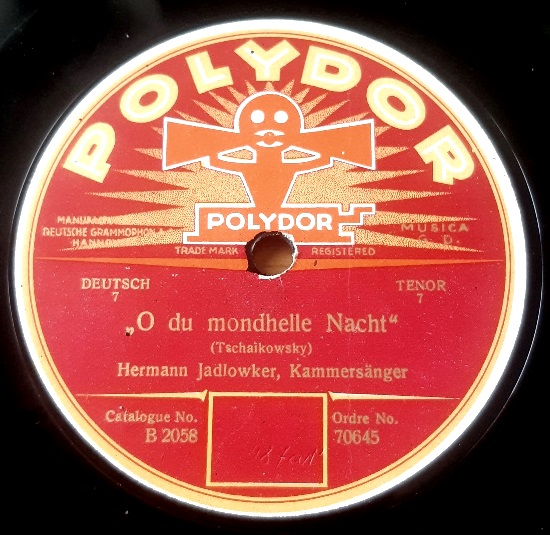
Schallplatte von Hermann Jadlowker (Berlin 1921)

Hermann Jadlowker hinterließ zahlreiche Schallplatten für Odeon (Berlin 1907–11), Victor (New York 1912), Gramophone (Berlin 1912–19) und Deutsche Grammophon (Berlin 1921 und 1927–28).